# Copa de la regata de iots antàrtica
La Copa de la regata de iots antàrtica és una cursa sense parades que s'enceta i fineix a Albany, Austràlia occidental. Durant la cursa, que dura vora 100 dies a completar-se, els navegants circumnaveguen el continent austral a latituds més al sud dels 40 graus de l'hemisferi sud.                                                                                                                                                                                                                                                                                                                                                                                                                                                                                                                                                                 
El 2022, Lisa Blair va establir un nou rècord per completar el recorregut com a navegant en solitari i sense assistència amb 92 dies, 18 hores i 21 minuts.

## Concepte
La regata Copa Antàrtida repta els navegants a circumnavegar l'Antàrtida sense aturar-se. La distància del recorregut és d'entre 14.000 i 16.000 milles nàutiques.

## Història
La Copa Antàrtida va ser fundada per Bob Williams, un navegant esportiu habituals dels oceans. Originari d'Austràlia Occidental. Va començar a treballar en la seva idea per a la regata el 2001, però trigaria set anys més a fer-se realitat. Inicialment previst que comencés el desembre del 2007, el navegant rus Fyodor Konyukhov va ser anunciat com el primer competidor de la regata l'abril del 2007. Va afrontar la cursa amb el seu monocasc Trading Network Alye Parusa de 86 peus. La primera regata va començar el 26 de gener de 2008 després que Konyukhov passés dues setmanes preparant-se a Austràlia. Va completar el recorregut en 102 dies. No s'ha pogut trobar la continuïtat de la cursa des de 2008.

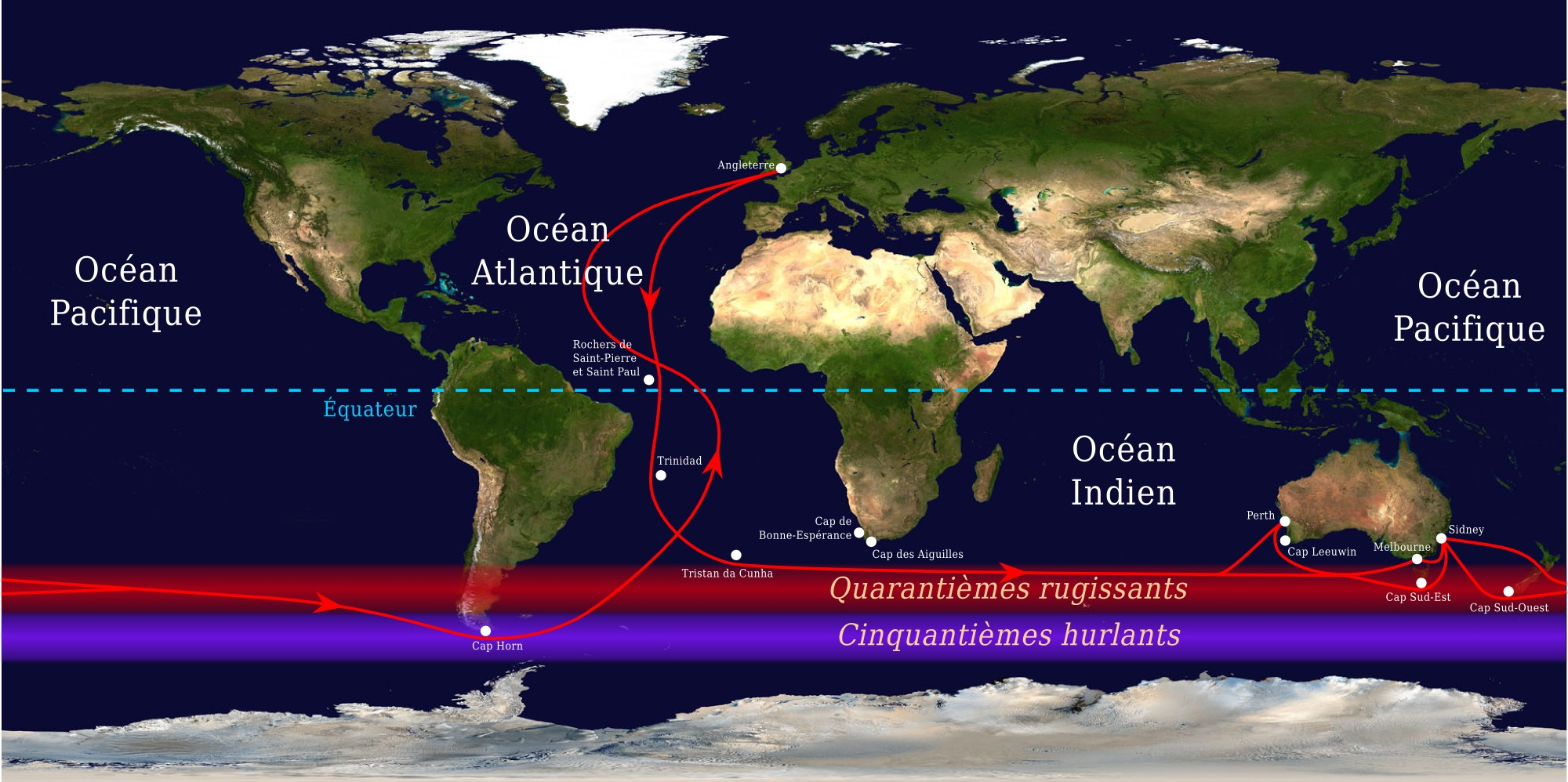
Nom dels intervals de latituds amb vents significatius. La Copa Antàrtida es navega més al sud de la latitud 40 sud.

## Regata
El curs comença i acaba a Albany, Austràlia Occidental, un port històric a 150 milles nàutiques a l'est de Cape Leeuwin.El port està situat a la vora de les latituds dels Rugidors Quaranta, proporcionant un punt de partida natural per atacar el desafiant recorregut al voltant del continent Antàrtic.  La regata incorpora 18 "portes" o punts de control de cada embarcació competidora.

## Rècord
El rècord de completar el recorregut com a navegant sol i sense assistència va ser establert el 2022 per Lisa Blair, amb 92 dies, 18 hores i 21 minuts.